# Nivaldo Machado
Nivaldo Rodrigues Machado (Olinda, 21 de janeiro de 1921 — Olinda, 27 de janeiro de 2006) foi um político brasileiro. Exerceu cargos políticos entre 1947 e 1987.

## Vida pessoal
Era filho de Antônio Rodrigues Machado e Jesuína Rodrigues Machado. Casou-se com Maria Carmelita Martins Machado, com quem teve três filhos: Antônio Carlos Martins Machado, Nivaldo Rodrigues Machado Filho e Paulo Henrique Martins Machado.

## Vida política
Formou-se bacharel em Direito no ano de 1949, pela Faculdade de Direito do Recife. Advogado, funcionário público federal e professor universitário, elegeu-se vereador na Câmara Municipal de Olinda por dois mandatos (1948/1951 e 1952/1955).
Depois de oito anos como vereador, Nivaldo Machado elegeu-se prefeito de sua cidade natal, cargo que exerceu entre 1956 e 1959. Pouco antes do fim desse mandato, renunciou para candidatar-se a deputado estadual.
Elegeu-se deputado estadual por seis vezes: 1960/1963, 1964/1967, 1968/1971, 1972/1975, 1976/1979 e 1980/1983. No primeiro mandato, foi eleito pelo PR (Partido Republicano); no segundo, pelo PDC (Partido Democrata Cristão); e nos quatro últimos sob a legenda da Arena (Aliança Renovadora Nacional). Presidiu a Arena do estado de Pernambuco durante os governos de Nilo Coelho e Eraldo Gueiros (1968/1971, 1972/1975), respectivamente. Durante seus seis mandatos na Assembleia Legislativa, presidiu a instituição por três vezes (1973/1974, 1977/1978 e 1982).
Nivaldo Machado foi, ainda, membro da Comissão de Constituição, Legislação e Justiça da Assembleia Legislativa (1960/1963, 1965, 1967/1970); 3º secretário da Assembleia Legislativa (1964); membro da Comissão de Redação de Leis da Assembleia Legislativa (1965); membro da Comissão que adaptou a Constituição Estadual à Federal, tendo sido relator dos capítulos da Legislação Social e dos Funcionários Públicos (1967); membro da Comissão de Economia, Agricultura, Indústria, Comércio, Viação e Obras Públicas da Assembleia Legislativa (1970); 1º secretário da Assembleia Legislativa (1971/1972); vice-presidente da Comissão da Área das Secas e Negócios Municipais (1973) e presidente da Assembleia Legislativa (1973/1974, 1977/1978 e 1982).
Entre 1975 e 1976 foi líder do governo na Assembleia Legislativa. Em virtude da vacância dos cargos de governador e de vice-governador, decorrente de viagem dos respectivos titulares, assumiu o governo do Estado de Pernambuco em 23 de novembro de 1978. Chegou a ser, ainda, presidente da Comissão de Redação de Leis e Suplente da Comissão de Finanças, Orçamento e Economia e da Comissão das Secas e Negócios Municipais (1979/1980).
Suplente de senador, Nivaldo Machado assumiu o mandato em 18 de março de 1985, em virtude do afastamento do titular, senador Marco Maciel, ocupante do cargo de ministro-chefe do Gabinete Civil da Presidência da República. No Senado foi membro da Comissão de Assuntos Regionais, de Constituição e Justiça, de Serviço Público Civil, de Legislação Social, de Municípios e de Redação; e Suplente das Comissões de Agricultura, do Distrito Federal, de Educação e Cultura, de Fiscalização e Controle e de Relações Exteriores (1985/1986). Entre 1986 e 1987, foi líder do PFL (Partido da Frente Liberal).

## Condecorações
Nivaldo Machado foi agraciado com diversas medalhas, inclusive a Medalha Pernambucana do Mérito-Classe Ouro, conferida pelo governador Moura Cavalcanti, em 1979, para homenagear os relevantes serviços que prestara a Pernambuco.
Outra condecoração que recebeu foi o Prêmio Springer (Troféu Leão do Norte), concedido pela Springer Admiral, por duas ocasiões, para homenagear sua significativa atuação no desenvolvimento cultural de Pernambuco.

## Morte
Submeteu-se a uma cirurgia de aneurisma na aorta abdominal aos 68 anos, e a uma revascularização (implantação de pontes de safena), dois anos depois. Aos 85 anos de idade, morreu por volta das 21h, em decorrência de embolia pulmonar. Estava em sua casa, em Olinda, sua terra natal, da qual jamais se afastou.
Deixou esposa (Maria Carmelita Martins Machado), filhos (Antônio Carlos Martins Machado, Nivaldo Rodrigues Machado Filho e Paulo Henrique Martins Machado), netos (Nivaldo Rodrigues Machado Neto, Maria Carolina Teixeira Machado, Paulo Henrique Martins Machado Filho, Luís Felipe Paes de Sá Machado e Isabela Paes de Sá Machado) e noras (Cynthia Maria Teixeira Machado e Maria Thereza Paes de Sá Machado).